# 활공 비행
활공 비행(gliding flight)은 추력을 사용하지 않는, 공기보다 무거운 비행이다. "volplaning"이라는 용어는 동물의 이러한 비행 방식을 뜻하기도 한다. 활공하는 동물과 글라이더와 같은 항공기에 사용된다. 이러한 비행 방식은 하강에 비해 수평으로 상당한 거리를 비행하는 것을 포함하므로 둥근 낙하산처럼 대부분 직선으로 하강하는 것과 구별될 수 있다.
인간이 활공 비행을 적용한다는 것은 일반적으로 이러한 목적으로 설계된 항공기를 의미하지만, 대부분의 동력 항공기는 엔진 동력 없이 활공할 수 있다. 지속적인 비행과 마찬가지로 활공에는 일반적으로 항공기나 새의 날개 또는 활공하는 포섬의 활공 막과 같은 익형의 적용이 필요하다. 그러나 단순한 종이비행기처럼 평평한(움직이지 않는) 날개를 사용하거나 심지어 카드를 던지는 방법으로도 활공할 수 있다. 그러나 날아다니는 뱀과 같은 몸과 동물을 들어올리는 일부 항공기는 아래에 평평한 표면을 만들어 날개 없이 활공 비행을 달성할 수 있다.